# Turistická značená trasa 4828

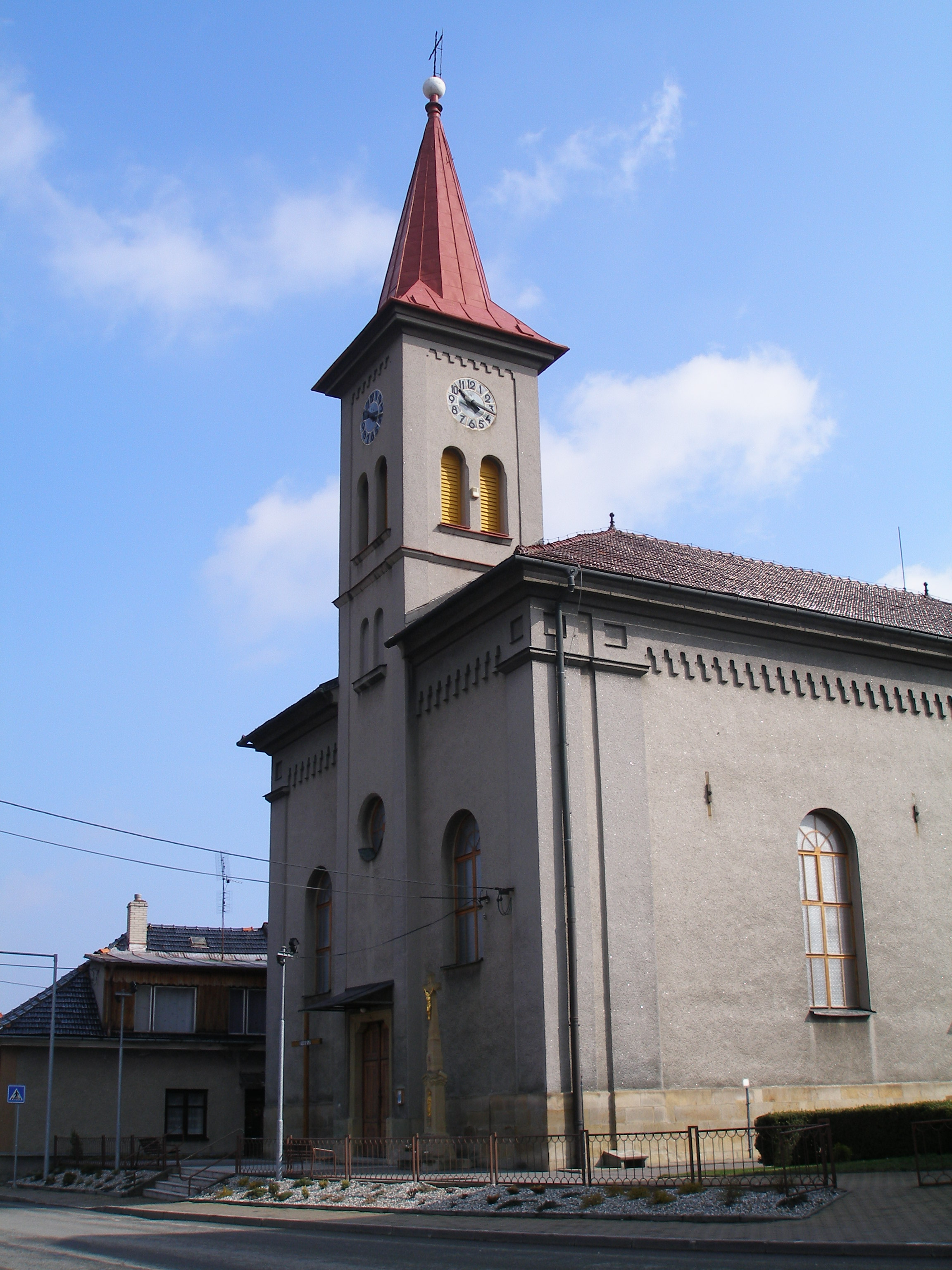
Kostel svatého Jiří v Mořkově

Turistická značená trasa 4828 je zelenou turistickou značkou vyznačená trasa na Novojičínsku. Její délka dosahuje 17,5 kilometru.

## Popis trasy
Trasa začíná jihozápadně od Nového Jičína na rozcestí turistických značených tras nazvané „Skalky – rozcestí“. Odtud pokračuje souběžně s naučnou stezkou Novojičínská kopretina jižním směrem na rozcestí „Čerťák – rozcestí“ (1,5 km), kde se stáčí k severovýchodu do Bludovic na rozcestí „Bludovice – BUS“ (3 km). V Bludovicích pokračuje severním směrem kolem kostela svatého Michala, na konci obce se lomí východním směrem a přes vrch Žilinský kopec (377 m n. m.) pokračuje do Žiliny. Po vstupu do obce se od trasy odděluje naučná stezka, která dále pokračuje severním směrem, kdežto turistická trasa je vedena na jih až na rozcestí „Žilina – BUS“ (5,5 km). Na něm se ostře lomí k východu a stoupá na rozcestí „Libotín“ (8 km), kde se opět lomí jižním směrem a ve stoupání dále pokračuje (opětovně s naučnou stezkou Novojičínská kopretina) až do sedla Jedle, kde je rozcestník pojmenovaný „Jedle – sedlo“ (9,5 km). Odtud jihozápadním směrem klesá ke kostelu svatého Jana Křtitele v Životicích u Nového Jičína. Po silnici pokračuje jižně až na rozcestí „Mořkov – veřovická křižovatka“ a následně od severu vstupuje do obce Mořkov. Po asi 150 metrech odbočuje západním směrem na Mořkovský vrch naučná stezka, zatímco turistická značka kolem zdejšího kostela svatého Jiří pokračuje na rozcestí „Mořkov – střed“. Zde se k opět připojí naučná stezka Novojičínská kopretina a spolu stoupají přes rozcestí „Mořkov – pod železniční stanicí“ (15 km) až k železniční trati číslo 323. Po jejím překonání stoupají obě trasy souběžně až na hřeben Trojačky k rozcestník „Trojačka – hřeben“ (17,5 km).